# Kabán Ferenc
Kabán Ferenc (Kolozsvár, 1926. augusztus 19. – Kolozsvár, 1988. június 19.) magyar pedagógus, pedagógiai és természettudományi író. Kabán Annamária apja.

## Életútja
Középiskolai tanulmányait a kolozsvári Zágoni Mikes Kelemen Gimnáziumban (ma 3-as számú Líceum) végezte (1945). Tagja, egy ideig tanulmányi igazgatója volt a Móricz Kollégiumnak, tanári oklevelet a Bolyai Tudományegyetem természetrajz–földrajz karán szerzett (1952). Szülővárosa különböző iskoláiban aligazgató (1953–60), tanfelügyelő (1960–69), tanár.

## Munkássága
Ismeretterjesztő cikkeit és tanulmányait 1955-től az Előre, Ifjúmunkás, Korunk, Tanügyi Újság közölte, népszerűsítő természettudományos írásai A Hétben jelentek meg. Írásaiban az oktató-nevelő munka gyakorlatának kérdéseivel, A tanfelügyelő jegyzetfüzetéből sorozatban (Tanügyi Újság 1964–66) a tanári munka hatékonyságának fokozásával, A Hétben örökléstani és tudománytörténeti problémákkal foglalkozott.
A kukoricáról írt könyve ismeretterjesztő irodalmunkban elsőként tekintette át egy termesztett növény biológiáját és szerepét a társadalomban (A kukorica története. Győz a tudomány 1965). Hasonlóan úttörő az örökléstan törvényszerűségeit és újabb felfedezéseit összefoglaló munkája (A természet nyomdája. Kolozsvár, 1978).